# إبراهيم الشورى
إبراهيم بن محمد الشورى كاتب وتربوي سعودي ولد عام 1322هـ (1904م)، . تولّى العديد من المناصب في المملكة العربية السعودية، فهو أول من عمل مديراً للمعهد العلمي السعودي في مكة، له العديد من المؤلفات من بينها: كتاب (صحائف خالدة عن جلالة الملك عبد العزيز)، وكتاب (حقوق الإنسان كما نص عليها القرآن). وتوفي عام 1404هـ (1984م).

## التعليم
- تخرج من مدرستي القضاء الشرعي ودار العلوم العليا في القاهرة.

## العمل
- عمل مفتشاً بمديرية المعارف السعودية سنة 1346هـ.
- عمل مديراً للمعهد العلمي السعودي في مكة المكرمة.
- عمل وكيلاً لإدارة الدعاوي والحج في مكة المكرمة.
- عمل وكيلاً معاوناً لإمارة الظهران إلى عام 1366هـ.
- عين مديراً لإذاعة المملكة في مكة المكرمة حتى عام 1375هـ.[3] ويعد أول مدير للإذاعة السعودية منذ تأسيسها بموجب مرسوم ملكي أصدره الملك عبد العزيز آل سعود بتاريخ 23 رمضان 1368هـ (19/ 7/ 1949م).[4]
- عمل مستشاراً لوزارة المالية السعودية.
- عمل مديراً للمكتب السعودي في القاهرة.
- عمل مديراً لإدارة الثقافة الإسلامية برابطة العالم الإسلامي.[5]

## إصدارات
- طريق السلام وقواعد الإسلام.
- العهد والميثاق في الإسلام.
- النظافة والنظام في الإسلام.
- الرياضة والرحلة في الإسلام.
- أقوال المذاهب المختارة في الحج والعمرة والزيارة.
- صحائف خالدة عن جلالة الملك عبد العزيز.
- صحائف خالدة عن جلالة الملك سعود بن عبد العزيز.
- رجال بأنفسهم.
- تحقيق كتاب عمدة الفقه الحنبلي لابن قدامة.
- حقوق الإنسان كما نص عليها القرآن.
- اجتماع الجيوش الإسلامية على غزو المعطلة والجهمية [بالاشتراك مع الشيخ عبد الله بن حسن].[6]